# هری براون (بازیکن فوتبال، زاده ۱۸۹۷)
هری براون (انگلیسی: Harry Brown؛ 16 september 1897 – ۱۹۵۸ (۶۰−۶۱ سال)) بازیکن فوتبال اهل بریتانیا بود.
از باشگاه‌هایی که در آن بازی کرده‌است می‌توان به باشگاه فوتبال کویینز پارک رنجرز و باشگاه فوتبال ساندرلند اشاره کرد.